# Thomas W. Wallace
Thomas W. Wallace (* 24. Januar 1900; † 17. Juli 1943 in Schenectady, New York) war ein US-amerikanischer Rechtsanwalt und Politiker (Republikanische Partei).

## Werdegang
Thomas W. Wallace war als Unternehmensberater in Schenectady tätig. Dann war er Bezirksstaatsanwalt von Schenectady County. Danach wurde er in den Senat von New York gewählt. Während dieser Zeit kandidierte er 1942 erfolglos für die republikanische Nominierung für den New York Attorney General, wurde stattdessen für das Amt des Vizegouverneurs nominiert. Er besiegte den demokratischen Amtsinhaber Charles Poletti, der als Nachfolger für Gouverneur Dewey gehandelt wurde, falls er die Präsidentschaftswahl von 1944 gewonnen hätte. Wallace trat sein Amt am 1. Januar 1943 an. Im Juli des gleichen Jahres erkrankte er an den Windpocken, die er sich bei seinen zwei Kindern zuzog. Zwei Tage später litt er an einer Lungenentzündung, so dass er in das Ellis Hospital in Schenectady gebracht wurde, wo er in ein Sauerstoffzelt kam. Sein Gesundheitszustand verschlechterte sich zusehends, so dass er in der folgenden Woche verstarb. Er wurde auf dem Holy Redeemer Cemetery in Niskayuna (New York) beigesetzt.

## Politische Folgen
Mit dem Tod von Thomas W. Wallace wurde die Frage aufgeworfen, ob die überarbeitete Staatsverfassung, die 1938 verabschiedet wurde, eine Nachwahl zur Füllung der Vakanz vorschrieb. Das Berufungsgericht von New York entschied dafür (Affirmative Action), was zu harscher Kritik von Gouverneur Dewey führte. Ein Zusatzartikel zu der Staatsverfassung von 1937 hat die Amtsdauer der Abgeordneten in der New York State Assembly auf zwei Jahre erhöht. Die Senatoren wurden bereits ab 1898 in jedem geradzahligen Jahr für eine zweijährige Amtszeit gewählt. Der Zusatzartikel hatte zur Folge, dass es in jedem ungeradzahligen Jahr keine Parlamentswahl mehr gab. Trotz Deweys Einwände wurde im November 1943 eine landesweite Nachwahl abgehalten. Auf seine Empfehlung hin verabschiedete die Legislative eine Verfassungsänderung, welche von den Wählern abgesegnet wurde, die jegliche Wahlen für das Amt des Vizegouverneurs untersagte, außer bei der Wahl des Gouverneurs von New York.